# Яновиці-Дужі
Яновиці-Дужі (пол. Janowice Duże, нім. Groß Jänowitz) — село в Польщі, у гміні Кротошиці Леґницького повіту Нижньосілезького воєводства.
Населення — 238 осіб (2011).
У 1975-1998 роках село належало до Легницького воєводства.

## Демографія
Демографічна структура станом на 31 березня 2011 року:
|          | Загалом | Допрацездатний вік | Працездатний вік | Постпрацездатний вік |
| -------- | ------- | ------------------ | ---------------- | -------------------- |
| Чоловіки | 124     | 28                 | 87               | 9                    |
| Жінки    | 114     | 33                 | 60               | 21                   |
| Разом    | 238     | 61                 | 147              | 30                   |